# Corina Morariu
Corina Morariu (Detroit, 26 gennaio 1978) è un'ex tennista statunitense.

## Biografia
Nata nello stato di Michigan da genitori romeni, nel 1996 partecipò a vari tornei fra cui l'Indonesia Open 1996 - Singolare e all'International Women's Open 1996 - Doppio senza notevoli traguardi, l'anno successivo al Bell Challenge 1997 - Singolare arrivò ai quarti di finale venendo sconfitta da Brenda Schultz che poi vinse il titolo, si scontrò con le future campionesse anche al Tasmanian International 1997 - Doppio dove giocò con Patricia Hy-Boulais.
Nel 1999 vinse il torneo di Wimbledon 1999 - Doppio femminile in coppia con Lindsay Davenport, sconfiggendo in finale Mariaan de Swardt e Olena Tatarkova con 6-4, 6-4. Sempre in quell'anno vinse il suo unico titolo da singolarista, al torneo di Bol, imponendosi in finale su Julie Halard.
Nel 2001 le fu diagnosticata la leucemia, patologia che riuscì a sconfiggere lo stesso anno. Poco prima di ammalarsi si era aggiudicata l'Australian Open 2001 - Doppio misto con Ellis Ferreira battendo in finale Barbara Schett e Joshua Eagle con il punteggio di 6–1, 6–3.
Nel 2003 partecipò al torneo di Wimbledon 2003 - Singolare femminile senza grossi risultati. Arrivò in finale all'Australian Open 2005 - Doppio femminile facendo coppia con Lindsay Davenport ma le due tenniste persero in finale contro Svetlana Kuznecova e Alicia Molik con il risultato di 3-6 4-6. Nel 2007 arrivò ai quarti di finale all'US Open 2007 - Doppio femminile in coppia con Meghann Shaughnessy.

## Statistiche

### Risultati in progressione
| Sigla | Risultato               |
| ----- | ----------------------- |
| V     | Vincitore               |
| F     | Finalista               |
| SF    | Semifinalista           |
| O     | Oro olimpico            |
| A     | Argento olimpico        |
| SF    | Bronzo olimpico         |
| QF    | Quarti di Finale        |
| 4T    | Quarto turno            |
| 3T    | Terzo turno             |
| 2T    | Secondo turno           |
| 1T    | Primo turno             |
| RR    | Round Robin             |
| LQ    | Turno di qualificazione |
| A     | Assente                 |
| ND    | Non disputato           |

| Legenda superfici    |
| -------------------- |
| Cemento              |
| Terra battuta        |
| Erba                 |
| Superficie variabile |

#### Singolare nei tornei del Grande Slam
| Torneo          | 1996 | 1997 | 1998 | 1999 | 2000 | 2001 | 2002 | 2003 | 2004 | 2005 | 2006 | 2007 |
| --------------- | ---- | ---- | ---- | ---- | ---- | ---- | ---- | ---- | ---- | ---- | ---- | ---- |
| Australian Open | A    | 1T   | 2T   | 1T   | 1T   | 1T   | A    | A    | A    | A    | A    | A    |
| Open di Francia | A    | A    | 2T   | 1T   | 2T   | A    | A    | 2T   | A    | A    | A    | A    |
| Wimbledon       | 1T   | 2T   | 3T   | 3T   | 1T   | A    | A    | 1T   | A    | A    | A    | A    |
| US Open         | 1T   | 2T   | 1T   | 1T   | A    | A    | 1T   | 1T   | A    | A    | A    | A    |

#### Doppio nei tornei del Grande Slam
| Torneo          | 1996 | 1997 | 1998 | 1999 | 2000 | 2001 | 2002 | 2003 | 2004 | 2005 | 2006 | 2007 |
| --------------- | ---- | ---- | ---- | ---- | ---- | ---- | ---- | ---- | ---- | ---- | ---- | ---- |
| Australian Open | A    | 2T   | 2T   | 2T   | SF   | F    | A    | A    | 3T   | F    | 1T   | 1T   |
| Open di Francia | 1T   | 1T   | 3T   | 2T   | A    | A    | A    | 1T   | A    | SF   | A    | 1T   |
| Wimbledon       | 1T   | 2T   | 2T   | V    | A    | A    | A    | 1T   | A    | 2T   | A    | 1T   |
| US Open         | 3T   | 1T   | 1T   | QF   | A    | A    | QF   | 1T   | 2T   | QF   | 2T   | QF   |

#### Doppio misto nei tornei del Grande Slam
| Torneo          | 1996 | 1997 | 1998 | 1999 | 2000 | 2001 | 2002 | 2003 | 2004 | 2005 | 2006 | 2007 |
| --------------- | ---- | ---- | ---- | ---- | ---- | ---- | ---- | ---- | ---- | ---- | ---- | ---- |
| Australian Open | A    | A    | A    | A    | 2T   | V    | A    | A    | 2T   | 1T   | QF   | 1T   |
| Open di Francia | A    | A    | A    | 3T   | A    | A    | A    | QF   | A    | QF   | A    | A    |
| Wimbledon       | A    | 2T   | 1T   | 1T   | A    | A    | A    | A    | A    | 2T   | 3T   | 1T   |
| US Open         | A    | A    | 2T   | 2T   | A    | A    | SF   | 1T   | 1T   | SF   | 1T   | 1T   |

## Vittorie contro giocatrici Top 10
| Stagione | 1999 | 2000 | 2001 | Totale |
| Vittorie | 1    | 1    | 1    | 3      |

| #    | Giocatrice      | Ranking | Evento                        | Superficie  | Turno | Punteggio        | Rank. CMR |
| ---- | --------------- | ------- | ----------------------------- | ----------- | ----- | ---------------- | --------- |
| 1999 |                 |         |                               |             |       |                  |           |
| 1.   | Barbara Schett  | 7       | Swisscom Challenge, Zurigo    | Cemento (i) | 2T    | 7-6(6), 0-6, 6-4 | 40        |
| 2000 |                 |         |                               |             |       |                  |           |
| 2.   | Sandrine Testud | 9       | Internazionali d'Italia, Roma | Terra rossa | 2T    | 7-5, 4-6, 6-3    | 43        |
| 2001 |                 |         |                               |             |       |                  |           |
| 3.   | Anna Kournikova | 8       | Adidas International, Sydney  | Cemento     | 2T    | 6-2, 6-1         | 50        |